# Linda Tuvås
Linda Maja-Karin Tuvås, född 12 januari 1970 i Farsta, är en svensk operasångerska (sopran). 
Hon utbildades vid Guildhall School of Music and Drama i London och debuterade på Drottningholms slottsteater 1993. Vid Göteborgsoperan har Tuvås bland annat gjort rollerna som Blanche i Poulencs Karmelitsystrarna, Mimi i Puccinis La Bohème, Micaëla i Bizets Carmen och Zerlina i Wolfgang Amadeus Mozarts Don Giovanni. Hon har också sjungit titelrollen som barnet i Maurice Ravels Barnet och spökerierna vid Kungliga Operan i Stockholm. Linda Tuvås har medverkat vid den internationella Glyndebournefestivalen och haft roller vid Welsh National Opera samt vid operan i Lyon.